# Лекційно-семінарська система навчання
Лекційно-семінарська система навчання (також курсова система навчання) — групова система навчання, при якій період навчання розбивається на навчальні роки («курси») та півріччя (семестри), заняття груп студентів ведуться за єдиним планом та розкладом. Практичні заняття (семінари) проводять для навчальних груп, складених із близьких за віком та рівнем підготовки студентів, для лекцій однорідні групи зазвичай об'єднуються в потоки.

## Історія
Систему застосовували від початку формування європейської університетської системи в XIII—XIV сторіччях.
У Російській імперії була замінена на предметну систему в 1906—1907 роках.

## Характерні риси
Подібно до класно-урочної системи, в лекційно-семінарській:
- навчальні групи мають постійний склад студентів упродовж року;
- заняття розділені на однакові одиниці часу — зазвичай півторагодинні «пари» з двох 45-хвилинних академічних годинників;
- зміст навчання поділено на окремі дисципліни;
- період навчання поділено на загальні для всіх студентів навчальні роки, навчальні дні та канікули;
- всі заняття проводяться за загальним планом та розкладом.

На відміну від класно-урочної системи:
- основний контроль проводять наприкінці кожного семестру в ході залікових та екзаменаційних сесій;
- більша самостійність студентів.